# Android 15

Android 15 の開発者プレビュー ロゴ

Android 15は、Googleが主導するOpen Handset Allianceによって開発された、モバイルオペレーティングシステム。Androidの15番目のメジャーリリースである。コードネームは、「Vanilla Ice Cream」。